# Michael Rosbash
Michael Morris Rosbash (Brooklyn, 7 marzo 1944) è un genetista statunitense.
Rosbash è professore presso la Brandeis University e ricercatore presso l'Howard Hughes Medical Institute. Il suo gruppo di ricerca ha clonato il gene period della Drosophila e ha proposto il circuito a feedback negativo di trascrizione e traduzione per gli orologi circadiani nel 1990.
Nel 1998 hanno scoperto il gene cycle, il gene clock e il citocromo fotorecettore nella Drosophila attraverso l'uso della genetica avanzata, identificando prima il fenotipo di un mutante e poi determinando la genetica dietro la mutazione.
Rosbash è stato eletto dall'Accademia nazionale delle scienze (Stati Uniti d'America) nel 2003. Insieme a Jeffrey C. Hall e Michael W. Young, è stato insignito del Premio Nobel per la fisiologia/medicina nel 2017 "per le loro scoperte dei meccanismi molecolari che controllano il ritmo circadiano".
(Michael Rosbash)

## Biografia
Michael Rosbash nacque a Kansas City, Missouri. I suoi genitori erano dei rifugiati ebrei, fuggiti dalla Germania nazista nel 1938 a causa delle terribili persecuzioni antiebraiche. Il padre era un cantore nella sinagoga Ohabei Shalom. La famiglia di Rosbash si trasferì a Boston quando egli aveva solo due anni, e da allora è un grande fan dei Red Sox.
Inizialmente, Rosbash era interessato alla matematica, ma un corso di biologia alla California Institute of Technology (Caltech) e un'estate di lavoro nel laboratorio di Norman Davidson lo diressero verso la ricerca biologica. Si laureò presso il Caltech nel 1965 con una laurea in chimica, trascorse un anno presso l'Institut de Biologie Physico-Chimique a Parigi e ottenne la laurea in biofisica nel 1970 dal Massachusetts Institute of Technology. Dopo aver trascorso tre anni come post-dottorando presso l'Università di Edimburgo, Rosbash si iscrisse alla Brandeis University nel 1974. È sposato con una collega scienziata, Nadja Abovich, e ha una figliastra di 38 anni, di nome Paula, e una figlia di 27 anni, di nome Tanya.

## Ricerca
La ricerca di Rosbash inizialmente si è concentrata sul metabolismo e sull'elaborazione dell'mRNA; l’mRNA è il legame molecolare tra DNA e proteine.
Dopo essere arrivato a Brandeis, Rosbash ha collaborato con il collega Jeffrey Hall e ha studiato le influenze genetiche sui ritmi circadiani dell'orologio biologico interno.  Hanno usato la Drosophila melanogaster per studiare modelli di attività e riposo.  Nel 1984, Rosbash e Hall hanno clonato il primo gene clock di Drosophila, period. Seguendo il lavoro svolto da un medico post-dottorato, Paul Hardin, nello scoprire che l’mRNA period e la sua proteina associata (PER) avevano livelli fluttuanti durante il ciclo circadiano, nel 1990 hanno proposto un modello di trascrizione e traduzione a circuito a feedback negativo (TTFL) come base dell'orologio circadiano .  Seguendo questo progetto, hanno analizzato gli elementi che compongono altre parti dell'orologio biologico.
Nel maggio 1998, Rosbash et al. hanno trovato un omologo dell'orologio dei mammiferi che eseguiva la stessa funzione di attivare la trascrizione di per e tim, a cui hanno dato il nome di dClock. Inoltre, nel maggio 1998, Rosbash et al. hanno scoperto nella Drosophila il ciclo del gene clock, un omologo del gene bmal1 mammifero.   Nel novembre 1998, Rosbash et al.  hanno scoperto il mutante Drosophila cryb , che ha portato alla conclusione che la proteina criptocromica è coinvolta nella fotorecezione circadiana.

### Cronologia delle principali scoperte
- 1984: ha clonato il gene period della Drosophila
- 1990: ha proposto il circuito a feedback negativo per la trascrizione e traduzione[2] per gli orologi circadiani
- 1998: ha identificato il gene Clock della Drosophila
- 1998: ha identificato il gene Cycle della Drosophila
- 1998: ha identificato il criptocromo come fotorecettore circadiano della Drosophila

- 1999: ha identificato i neuroni LNV   come principale pacemaker circadiano della Drosophila

### Ricerca sull'mRNA
Rosbash ha iniziato a studiare l'elaborazione dell'mRNA quando era uno studente universitario presso il Massachusetts Institute of Technology. Il suo lavoro sul Saccharomyces cerevisiae ha rivelato gli enzimi, le proteine e gli organelli subcellulari e la loro convergenza sull'mRNA in un ordine specifico per tradurre l'mRNA in proteine. Errori in questo processo sono stati collegati a malattie come il morbo di Alzheimer; questo lavoro è quindi essenziale per una migliore comprensione e per il trattamento di alcune malattie.

### Scoperta del TTFL circadiano nellaDrosophila
Nel 1990 Rosbash, Hall e Hardin hanno scoperto il ruolo del gene period (per) nell'oscillatore circadiano della Drosophila. Hanno notato che i livelli di proteine di per fluttuano nei cicli luce/buio, e queste fluttuazioni persistono nell'oscurità costante. Analogamente, l'abbondanza di mRNA per ha anche un'espressione ritmica che entra nei cicli luce/buio. Nella testa di un moscerino, i livelli di mRNA per oscillano sia nei cicli di 12 ore di luce, sia in quelli di 12 ore di buio, così come in oscurità costante. I livelli di mRNA per raggiungevano il picco massimo all'inizio della notte soggettiva, seguito da un picco nei livelli di proteina PER circa 6 ore più tardi. Geni per mutati influenzano il ciclo di mRNA per. Da questi dati sperimentali, Rosbash, Hall e Hardin hanno ipotizzato che la proteina PER sia coinvolta in un circuito a feedback negativo, che controlla i livelli di mRNA per e che questo circuito di feedback della trascrizione-traduzione sia una caratteristica centrale dell'orologio circadiano della Drosophila.
Hanno esaminato anche altre due singole mutazioni missenso di period, perS  e perL1. Queste mutazioni portano il picco dell'attività serale ad avvenire prima e dopo, rispettivamente, paragonati ai moscerini con wildtype per+. Hanno trovato che i livelli di RNA perS e perL1 mostrano anche una chiara ritmicità. Come l'attività locomotoria, l'espressione del picco viene spostata prima perS e poi perL1.
Hanno trasformato i moscerini con mutazioni su period con un pezzo di DNA funzionale di 7,2 kb e hanno misurato i livelli di mRNA per sul locus per0 e sul nuovo locus. A seguito della trasformazione, i livelli di mRNA per erano ritmici, sia nel locus originale che in quello nuovo. Il locus per0 era in grado di trascrivere il normale mRNA per e tradurre la proteina normale PER, il che significa che la ritmicità era stata salvata dalla proteina funzionale trascritta e tradotta dal pezzo da 7,2 kb di DNA per. Esiste un circuito a feedback in gioco, in cui il ciclo di livelli di proteine PER sul nuovo locus torna indietro e scandisce la ciclicità dei livelli di mRNA per al locus per0 originale.
Nel 1992, Rosbash ha nuovamente collaborato con Jeffrey Hall e Paul Hardin per esaminare più da vicino i meccanismi del TTFL. Si sono interrogati in modo specifico sulla regolazione delle fluttuazioni del livello di mRNA per, e hanno scoperto che i livelli di mRNA per venivano regolati trascrizionalmente. Ciò era sostenuto dal fatto che l'RNA precursore di per cicla con la stessa fase di trascritti maturi, e oscilla rispetto a Zeitgeber Time (ZT). Altre prove per la regolazione trascrizionale si trovano nel fatto che il promotore del gene per è sufficiente per conferire ciclicità ad mRNA eterologo.

### Scoperta del gene Clock dellaDrosophila
Un probabile omologo del gene del topo precedentemente scoperto è stato identificato da Rosbash et al. mediante clonazione del gene della Drosophila definito dalla mutazione Jrk. A questo gene è stato dato il nome Drosophila Clock.
È stato dimostrato che dClock interagisce direttamente con le E-box di per e tim e contribuisce alla trascrizione circadiana di questi geni. La mutazione Jrk disturba la ciclicità di trascrizione di per e tim. Ne risulta anche un comportamento completamente aritmico in oscurità costante per mutanti omozigoti  e circa metà comportamento aritmico dimostrato in eterozigoti.
Gli omozigoti Jrk esprimevano livelli bassi e non ciclici di mRNA per e tim e di proteine PER e TIM. Da questo si è concluso che l'aritmia comportamentale in Jrk è dovuta a un difetto nella trascrizione di per e tim. Ciò ha indicato che dClock è coinvolto nell'attivazione trascrizionale di per e tim.

### Scoperta del gene Cycle dellaDrosophila
Nel 1998, Rosbash et al. hanno scoperto il singolare gene clock Cycle, un omologo del gene Bmal1 mammifero. I mutanti omozigoti cycle0 sono aritmici nell'attività locomotoria e i moscerini eterozigoti cycle0/+ hanno ritmi robusti con un periodo alterato di ritmicità. L'analisi Western Blot mostra che i mutanti omozigoti cycle0 hanno pochissime proteine PER e TIM, Nonché bassi livelli di mRNA per e tim. Ciò indica che la mancanza di cycle porta a una ridotta trascrizione di geni per e tim. La mappatura meiotica ha posto cyc sul terzo cromosoma. Hanno scoperto i domini di bHLH-PAS in cyc, cosa che indica le funzioni di legame delle proteine e del DNA.

### Scoperta del citocromo come fotorecettore circadiano dellaDrosophila
Nel 1998, Rosbash et al. hanno scoperto un mutante della Drosophila che mostrava livelli piani e non oscillanti di mRNA per e tim, dovuti ad una mutazione nel gene del criptocromo. Questa mutazione è stata chiamata crybaby, o cryb. Il fallimento dei mutanti cryb nel sincronizzare i cicli luce/buio indica che la funzione normale del criptocromo coinvolge la fotorecezione circadiana.

### Neuroni LNVcome principale pacemaker circadiano dellaDrosophila
Nella Drosophila, è stato dimostrato che alcuni neuroni laterali (LNs), così come quelli dorsali (LNd) e ventrali (LNv), sono importanti per i ritmi circadiani.
I neuroni LNv esprimevano PDF (fattore di dispersione di pigmento), il che è stato inizialmente ipotizzato essere un output di clock. Mutanti per il gene del neuropeptide pdf (pdf01) e moscerini selettivamente ablati per LNv producevano reazioni comportamentali simili. Erano entrambi sincronizzati se sottoposti a segnali luminosi esterni, ma in gran parte aritmici in condizioni costanti. In ognuno dei casi, alcuni moscerini mostravano una debole ritmicità nella corsa libera.
Questi risultati hanno portato i ricercatori a credere che gli LNv fossero i neuroni pacemaker circadiani critici e che il PDF fosse il principale trasmettitore circadiano.

### Ricerca attuale
Negli ultimi anni, Rosbash ha studiato gli aspetti cerebrali e neuronali dei ritmi circadiani. Sono stati identificati sette gruppi neuronali anatomicamente distinti, che esprimono tutti i geni centrali di clock. Ad ogni modo, gli mRNA sembrano essere espressi in un modo circadiano e neuron-specifico, ed il suo laboratorio è interessato a determinare se questo fornisca un collegamento con le diverse funzioni di alcuni gruppi neuronali.
Rosbash ha anche studiato gli effetti della luce su alcuni gruppi neuronali e ha scoperto che un sottogruppo è sensibile alla luce dell'alba e un altro alla luce del crepuscolo. È stato dimostrato che le cellule della luce dell'alba promuovono l'eccitazione, mentre quelle del crepuscolo promuovono il sonno.
Oggi, Rosbash continua a studiare l'elaborazione dell'mRNA ed i meccanismi genetici alla base dei ritmi circadiani.

## Scritti principali
- Feedback of the Drosophila period gene product on circadian cycling of its messenger RNA levels, Springer, 1990
- The cryb Mutation Identifies Cryptochrome as a Circadian Photoreceptor in Drosophila, Elsevier, 1998
- A pdf neuropeptide gene mutation and ablation of PDF neurons each cause severe abnormalities of behavioral circadian rhythms in Drosophila, Elsevier, 1999
- Microarray Analysis and Organization of Circadian Gene Expression in Drosophila, Elsevier, 2001

## Posizioni
- Direttore del Brandeis National Center for Behavioral Genomics
- The Inaugural Peter Gruber Endowed Chair in Neuroscience
- Co-fondatore e membro dello Scientific Advisory Board di Hypnion, Inc
- Membro, National Center for Sleep Disorders Advisory Panel for the NIH
- Membro, Center for Biological Timing of the NSF
- Ricercatore dello Howard Hughes Medical Institute (1989-oggi)
- Socio, American Association for the Advancement of Science  (2007)
- Membro, National Academy of Sciences (2003)
- Membro, American Academy of Arts and Sciences (1997)
- Guggenheim Fellow (1989-1990)
- Helen Hay Whitney Fellow (1971-1974)
- Fulbright Fellow (1965-1966)

## Premi
- Premio Nobel per la fisiologia/medicina (2017)
- Dodicesimo Premio Wiley per le scienze biomediche (2013)
- Premio Massry (2012)
- Premio Internazionale Canada Gairdner (2012)
- Premio Louisa Gross Horwitz della Columbia University (2011)
- Premio Gruber per le Neuroscienze (2009)
- Premio Caltech Distinguished Alumni (2001)
- Premio NIH Research Career Development (1976-1980)